# Ontario (Wisconsin)
Ontario è un villaggio degli Stati Uniti d'America, situato in Wisconsin, nella contea di Vernon.